# Sheniqua Ferguson
Sheniqua Monique Ferguson, bahamska atletinja, * 24. november 1989, Nassau, Bahami.
Nastopila je na olimpijskih igrah v letih 2008, 2012 in 2016, leta 2012 se je uvrstila v polfinale teka na 100 m, leta 2008 pa v četrtfinale teka na 200 m. Na svetovnih prvenstvih je osvojila srebrno medaljo v štafeti 4x100 m leta 2009.